# Taiyo Yuden
Taiyo Yuden Co., Ltd. (jap. 太陽誘電株式会社 Taiyō Yūden Kabushiki-gaisha) – japońskie przedsiębiorstwo elektroniczne założone w 1950 roku. Portfolio firmy obejmuje m.in. kondensatory ceramiczne, układy scalone, zasilacze, falowniki, dyski optyczne, filtry i cewki.